# 摩西的考验 (乔尔乔内)
《摩西的考验》是意大利文艺复兴大师乔尔乔内的一幅板面油画，绘制于1502–1505年，乔尔乔内移居威尼斯之后。现藏于佛罗伦萨的乌菲兹美术馆。
该作品的尺寸和主题，与乌菲兹美术馆藏乔尔乔内的另一幅画《所罗门的审判》相似。
故事取自《塔木德》 ，订制者可能是一个有文化教养的人，并且不完全遵循罗马天主教的官方立场。